# Mięsień bródkowy
Mięsień bródkowy (łac. musculus mentalis) – w anatomii człowieka mały i krótki mięsień wyrazowy, należący do grupy mięśni otoczenia szpary ust. Przyczep początkowy ma na żuchwie (na łękach zębodołowych dolnych siekaczy i kła), a końcowy na skórze bródki. Odpowiada za podnoszenie uwypuklenia bródki i wargi dolnej, nadając twarzy wyraz nadąsany, pogłębia też bruzdę bródkowo-wargową. Unerwiony jest przez gałąź brzeżną żuchwy nerwu twarzowego.